# Roman Polanski: Wanted and Desired
Roman Polanski: Wanted and Desired ist ein US-amerikanisch-britischer Dokumentarfilm von Marina Zenovich über die Hintergründe eines bis heute offenen Verfahrens gegen den Regisseur Roman Polański im Jahr 1977 mit dem Vorwurf von Sexualdelikten an einem dreizehnjährigen Mädchen.
Der Film stützt sich auf zahlreiche Originalkommentare an dem Verfahren Beteiligter wie dem mutmaßlichen Opfer Samantha Gailey (heute Geimer), ihrem Anwalt Lawrence Silver, dem Vertreter der Anklage Roger Gunson und Polańskis Verteidiger Douglas Dalton.
Roman Polanski: Wanted and Desired wurde erstmals am 20. Mai 2008 in Cannes bei den Internationalen Filmfestspielen gezeigt.

## Inhalt
Am 11. März 1977 wurde der dreiundvierzigjährige Roman Polański in Los Angeles unter dem Vorwurf, mehrere Sexualdelikte an der dreizehnjährigen Samantha Gailey verübt zu haben, verhaftet. Der Film dokumentiert die Ermittlungen, das Verfahren, den großen Medienrummel, Polańskis Flucht nach Europa und die Abberufung des Richters wegen Befangenheit. Eingestreut sind Ausschnitte aus Polańskis Filmen und Material zu seiner Biographie.

### Der Strafprozess
Zentrale Bedeutung der Dokumentation hat das Verfahren, das auf Grund der Vorwürfe eingeleitet wurde. Im Folgenden eine Zusammenfassung wesentlicher Aussagen:
Polański wurde der Vergewaltigung einer Minderjährigen und weiterer (Sexual-)Verbrechen beschuldigt. Er bekannte sich zunächst in allen 6 Punkten der Anklage nicht schuldig. Von Beginn an war klar, dass der Prozess große Aufmerksamkeit in der Öffentlichkeit erregen würde. Der zuständige Richter Laurence J. Rittenband erhielt Anfragen aus aller Welt für Plätze im Gerichtssaal.
Es war damals nicht üblich, die Namen Betroffener zu veröffentlichen, schon gar nicht von Minderjährigen. Die europäische Klatschpresse jedoch berichtete in großer Aufmachung über Samantha Gailey mit Bildern von ihr und Details aus ihrem Privatleben, was nach ihrer Einschätzung dazu führte, dass ihr niemand glaubte. Um sie nicht noch weiter zu belasten, strebte ihr Anwalt Lawrence Silver eine Verständigung im Strafverfahren (engl. plea bargain) an, was sowohl der Anklagevertreter Roger Gunson als auch Polańskis Verteidiger Douglas Dalton zunächst zurückwiesen.
Zwei Wochen später willigte Dalton ein und man einigte sich darauf, dass Polański sich zu Sexuellem Missbrauch (engl. unlawful sexual intercourse) schuldig bekennt, was auf Grund des Alters der Zeugin eine psychologische Untersuchung des Angeklagten zur Folge hatte, ob es sich bei ihm um einen krankhaften Sexualstraftäter (engl. mentally disordered sex offender) handelte. Zwei Psychologen verneinten dies und empfahlen wie die zuständige Behörde (engl. probation department) eine Verurteilung auf Bewährung.
Rittenband erklärte dem Ankläger und dem Verteidiger, dass 90 Tage psychiatrische Beobachtung (engl. diagnostic study) Polańskis im Staatsgefängnis Chino – obwohl dies nach dem Gesetz nicht als eigentliche Strafe verhängt werden durfte – Teil des Strafmaßes sein sollte, und außerdem müssten sie darüber Stillschweigen bewahren. Danach würde er ein Strafmaß festlegen basierend auf dem Bewährungsbericht (engl. probation report). Zudem bekam Polański einen Aufschub, um in Europa einen Film mit Dino De Laurentiis als Produzent realisieren zu können. Während eines Besuchs des Münchner Oktoberfestes wurde er dort fotografiert und De Laurentiis musste bezeugen, dass es sich bei seinem Aufenthalt in Europa um ernsthafte Filmarbeit handelte. Trotzdem beorderte der Richter Polański zurück, um sofort den Aufenthalt im Staatsgefängnis anzutreten.
Nach 42 Tagen wurde er entlassen, ebenfalls mit der Empfehlung, ihn zu einer Bewährungsstrafe zu verurteilen. Polański war der Auffassung, dass nach der zuvor getroffenen Vereinbarung der Fall damit erledigt sei. Es war jedoch noch kein Strafmaß verkündet und Rittenband fürchtete in der Zwischenzeit auf Grund von Medienberichten um seine Reputation als Richter. Er unterbreitete abermals Anklage und Verteidigung unter Stillschweigen gegenüber der Presse einen Vorschlag, wonach er für die Medien eine Gefängnisstrafe verhängen würde, die unmittelbar nach der Verhandlung ohne Öffentlichkeit wieder aufgehoben würde.
Dalton hielt das Vorgehen des Richters für illegal und erklärte Polański, dass Rittenband nicht mehr vertrauenswürdig sei und man gegen jedes Urteil Einspruch erheben könne, dies aber das Verfahren beliebig in die Länge ziehen würde. Der Ankläger Gunson erklärte sich gegenüber dem Verteidiger Dalton bereit, die Informationen über Rittenbands Vorgehen jederzeit zu veröffentlichen. Polański suchte De Laurentiis' Büro auf und floh nach Europa.
Der Richter gab eine Pressekonferenz, was bei einem offenen Fall völlig unüblich war, und erklärte, er werde Polański in Abwesenheit verurteilen. Dalton stellte einen Befangenheitsantrag und Gunson erklärte sich bereit, wenn nötig Daltons Vorwürfe zu bestätigen. Am 24. Februar 1978 wurde dem Antrag stattgegeben und Rittenband von dem Fall abberufen.
1. ↑  Zeitangaben bei einer Laufzeit von 1:39:54
2. ↑  0:50:52
3. ↑  0:25:54
4. ↑  0:28:20
5. ↑  0:29:21
6. ↑  0:51:20
7. ↑  0:54:45
8. ↑  1:01:07
9. ↑  1:03:20
10. ↑  1:13:19
11. ↑  1:18:13
12. ↑  1:20:47
13. ↑  1:24:24
14. ↑  1:31:13

## Auszeichnungen
- 2009: Emmy Awards – Outstanding Writing for Nonfiction Programming[1]
- 2008: Libertas Film Festival – Best Documentary Film[2]
- 2008: Sundance Film Festival – Documentary Film Editing Award[1]

## Trivia
Roman Polański sollte am 27. September 2009 beim 5. Zurich Film Festival den Preis für sein Lebenswerk entgegennehmen. Auf Grund der Verhaftung bei seiner Ankunft am Flughafen tags zuvor wurde die Preisverleihung auf unbestimmte Zeit verschoben und zudem dieser Dokumentarfilm gezeigt. Wegen der Ereignisse stieß der Film auf großes Interesse bei Kinobetreibern, und Marina Zenovich flog nach Zürich, um eine Fortsetzung zu drehen.
Polański führte seine Verhaftung darauf zurück, dass die „Justizbehörden in Los Angeles […] sich [durch den Dokumentarfilm] angegriffen fühlten und sich zu einem Auslieferungsgesuch an die Schweiz entschlossen“

## Zitate
“People have the right to their own opinions about what happened but they don't have the right to their own facts. The fact of Polanski leaving the country and so forth seems to have eclipsed the really important part of this case about what actually happened to the system of justice. I remain astounded after all these years. This case will never leave me.”